# La fabbrica dei corpi
La fabbrica dei corpi (The Body Farm) è un romanzo della scrittrice Patricia Cornwell pubblicato nel 1994.

## Incipit
(Patricia Cornwell, La fabbrica dei corpi, 1994)

## Trama
A Black Mountain, tranquilla cittadina della Carolina del Nord, viene ritrovato il corpo seviziato di una ragazzina undicenne: dal modus operandi dell'assassino si sospetta di Temple Gault, killer senza scrupoli ancora a piede libero.
Ben presto però i riflettori sembrano indirizzarsi verso uno degli agenti incaricati del caso, ritrovato morto nella sua casa in circostanze a dir poco bizzarre.
Kay Scarpetta, Marino e Benton Wesley si stabiliscono nella zona per risolvere il mistero in un'atmosfera di diffidenza generale e con continui nuovi indizi che vengono improvvisamente allo scoperto.
Questa volta Kay dovrà avvalersi dell'aiuto della fabbrica dei corpi, un istituto scientifico che studia la decomposizione dei cadaveri, mentre l'appena avviata carriera nell'FBI di sua nipote Lucy è già a rischio.

## Edizioni
- Patricia Cornwell, La fabbrica dei corpi, traduzione di Anna Rusconi, collana Oscar Bestsellers, Arnoldo Mondadori Editore, 1997,  p. 341, ISBN 88-04-43343-4, ..